# مسجد قيزيمكازي
مسجد قيزيمكازي هو مسجد يقع جنوب جزيرة زنجبار، تنزانيا ويعد أقدم مبنى إسلامي في ساحل شرق أفريقيا. تم بناء المسجد في عام 1107 وتم إعادة بناء غالبية المسجد في القرن الثامن عشر.